# Arreciadas
Arreciadas é uma aldeia pertencente à antiga freguesia de São Miguel do Rio Torto (desde 2013 União de Freguesias de São Miguel do Rio Torto e Rossio ao Sul do Tejo) no concelho de Abrantes, Distrito de Santarém, com 590 habitantes (2011). Situada num monte sobranceiro a sul do Tejo, dista 7 km da sua sede de concelho. Tem como padroeira Santa Beatriz da Silva.

## História
Teve as suas origens no início do século XIX, embora já venha referida uma como herdade em um documento de 1 de novembro de 1376: “(...) e out ssy ametade dhûa erdade no rosto ciade”. Não tendo o seu primeiro nome como Arreciadas, era designada por “Rostyciadas”: “(...) do vale das donas e asy como vai dereito ao estreito pelas Rostyciadas…”. Qualquer dos étimos contém claramente uma designação de sítio elevado ou saliente (rosto). Seguindo as evoluções, o nome da terra teve diversas alterações: No livro de registro de ordenanças 1764 surge Rociada, reportório toponímico de Portugal, vem erroneamente Arreceadas, sem qualquer outro toponímico paralelo ou sequer aparentado. Eis que assim surge o nome Arreciadas. Era constituída na sua maioria por pessoas de fracos recursos econômicos, vindas de outras regiões, sendo a sua principal ocupação a agricultura. Efetivamente eram as mulheres que se dedicavam a tempo inteiro a trabalhar na terra, pois os homens iam para as carvoarias, fora da região. Nos tempos atuais, essa profissão decaiu um pouco, prevalecendo a indústria e serviços (fábricas de cortiça, tijolo, fundição, etc.).
Foi nesta localidade que foi criada a Rádio Antena Livre, uma das primeiras rádios piratas do país, que anos mais tarde se mudou para cidade de Abrantes, onde ainda funciona. Os estúdios, criados para o efeito na garagem de um dos fundadores, ainda existem, agora em forma de habitação mas mantendo ainda alguns aspectos relativos aos antigos estúdios.
1. ↑  População Censos de 2011